# Musculus rectus capitis posterior minor

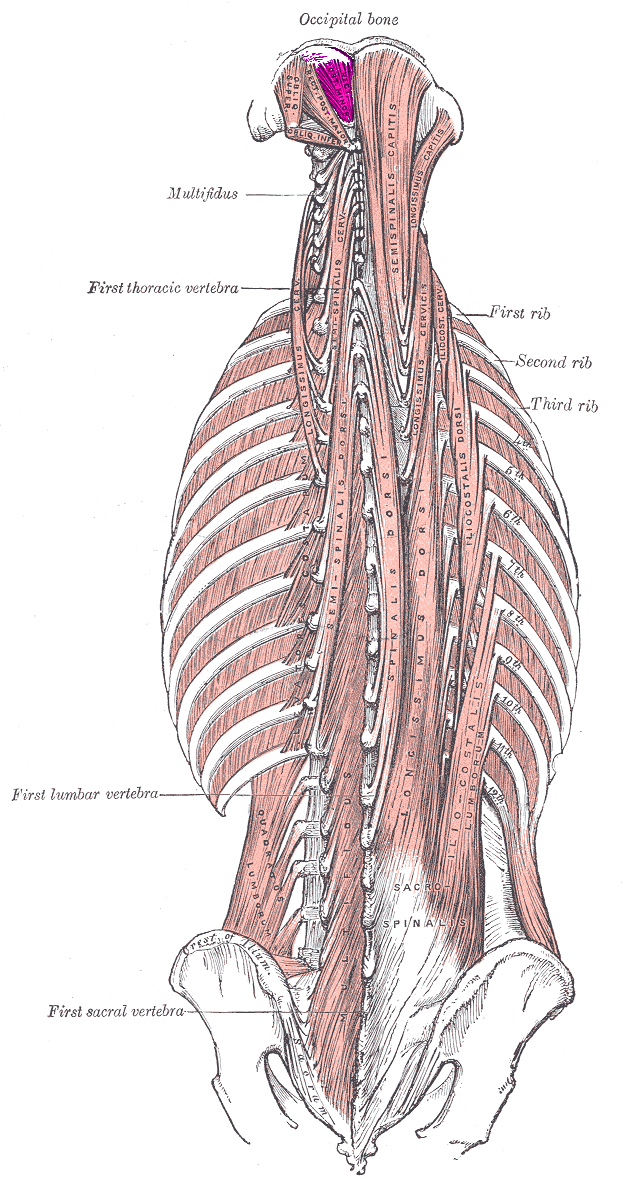
A hát izmai (a tarkónál lilával van jelölve az apró rectus capitis posterior minor)

A musculus rectus capitis posterior minor egy apró izom az ember tarkójánál.

## Eredés, tapadás, elhelyezkedés
Az arcus posterior atlantisról ered. A foramen magnum és a linea nuchalis inferior rész között tapad.

## Funkció
Forgatja az articulatio atlantooccipitalist

## Beidegzés
A nervus suboccipitalis idegzi be.

## Külső hivatkozások
- Kép, leírás
- Kép
- Kép, leírás